# Anna Madeley
Anna Madeley, född 8 mars 1976 i London, är en brittisk skådespelare. Madeley har bland annat medverkat i Förnuft och känsla, Mr Selfridge och The Crown.

## Filmografi i urval
- 1998 – Kalla fötter (TV-serie)
- 2006 – The Secret Life of Mrs. Beeton (TV-film)
- 2007 – Kommissarie Lewis (TV-serie)
- 2007 – The Old Curiosity Shop
- 2008 – Förnuft och känsla
- 2008 – Agatha Christie's Marple (TV-serie)
- 2010 – The Secret Diaries of Miss Anne Lister (TV-film)
- 2013 – Agatha Christie: Poirot (TV-serie)
- 2013 – Tyst vittne (TV-serie)
- 2013 – Mr Selfridge (TV-serie)
- 2016-2017 – The Crown (TV-serie)
- 2017 – Doctor Foster (TV-serie)